# Magari no
Magari no è un singolo del cantante italiano Tommaso Paradiso, pubblicato il 15 settembre 2021 come primo estratto dal primo album in studio Space Cowboy.

## Descrizione
Si tratta della terza traccia del disco e, secondo quanto spiegato dall'artista, presenta un testo che parla «di un uomo solo in macchina che vuole ritrovarsi, o forse perdersi. Gira per le autostrade senza meta, si ferma all'autogrill e poi sbrocca. Alla donna che gli ha preso tutto e non gli ha dato indietro nulla dice di prendersi pure questa canzone».

## Video musicale
Il video, diretto dagli YouNuts! ed avente un'ambientazione country, è stato reso disponibile il 24 settembre 2021 attraverso il canale YouTube del cantante. Al suo termine vi è un breve reprise in cui Paradiso e la band improvvisano alcuni secondi di folk statunitense.

## Tracce
1. Magari no – 3:49

## Classifiche
| Classifica (2021) | Posizione massima |
| ----------------- | ----------------- |
| Italia            | 47                |